# Terao Motomenosuke
Terao Motomenosuke (寺尾求马助 ? de 1621 - 9 de julio de 1688) era un espadachín famoso durante el periodo Edo (siglo XVII) de Japón. Terao Motomenosuke era el hermano menor de Terao Magonojo. Motomenosuke se convertiría en lugar famoso por ser el primer sucesor a la Escuela de Musashi (Niten Ichi Ryu) que se había establecido por el legendario Miyamoto Musashi. Cuando Musashi era consciente del hecho de que estaba a punto de morir, le dio a Motomenosuke sus dos espadas y un certificado de la transmisión completa. Motomenosuke tarde se negó, y envió a las espadas de Musashi y el certificado de Miyamoto Iori (hijo adoptivo de Musashi) pensando que sería más apropiado. Iori respondió a Motomenosuke diciendo: "Yo puedo ser el heredero del nombre y honor de un guerrero de Musashi, pero no puedo asumir la sucesión de su escuela. Es mi deseo que, tú seas la persona a la que Musashi pase su arte, su sucesor. Por favor, tenga la amabilidad de aceptar". Por lo tanto, Motomenosuke aceptó la petición de Musashi de gran respeto y consideración hacia su amo fallecido. Motomenosuke tenía un cuarto hijo que había visto el potencial en el interior, un hombre con el nombre de Shinmen Bensuke quien se habría hecho más tarde, el sucesor. Así Motomenosuke continuará ampliando la Escuela de Musashi mismo tiempo que refleja una gran admiración hacia su difunto maestro.